# Wilhelm Gottsreich Sigismond von Ormstein
Wilhelm Gottsreich Sigismond von Ormstein, alias Contele von Kramm, este un personaj fictiv din universul lui Sherlock Holmes creat de Sir Arthur Conan Doyle. El apare în povestirea Scandal în Boemia (1891).

## Descriere
Mare Duce de Cassel-Falstein și rege ereditar al Boemiei. El are 30 ani. Măsoară cel puțin doi metri, pieptul și membrele sale au un aspect herculean. Fruntea sa este mare și albă. Buza sa inferioară este groasă și proeminentă. Bărbia sa lungă și dreaptă sugerează un caracter hotărât până la încăpățânare. El are un puternic accent german.

## Istorie
Von Ormstein se prezintă la Sherlock Holmes sub pseudonimul Contele von Kramm, dându-se de emisar al unei persoane importante din Europa. Holmes îi descoperă identitatea aproape imediat.
Von Ormstein vrea ca Holmes să recupereze o fotografie compromițătoare în care apare el și Irene Adler, regele urmând să se căsătorească cu Clothilde Lothman von Saxe-Meningen, cea de-a doua fiică a regelui Scandinaviei.
Holmes îi aduce la cunoștință lui Von Ormstein că Irene Adler s-a căsătorit și că nu intenționează să-l mai deranjeze. Totuși, ea păstrează fotografia pentru a se proteja de el în viitor. 